# Соломіївська сільська рада (Дубровицький район)
Соломі́ївська сільська́ ра́да — орган місцевого самоврядування в Дубровицькому районі Рівненської області. Адміністративний центр — село Соломіївка.

## Загальні відомості
- Соломіївська сільська рада утворена в 1960 році.
- Територія ради: 48,217 км²
- Населення ради: 2 160 осіб (станом на 2019 рік)[джерело?]
- Територією ради протікає річка Горинь.

## Населені пункти
Сільській раді підпорядковані населені пункти:
- с. Соломіївка
- с. Кураш
- с. Орв'яниця

## Населення
Станом на 1 січня 2011 року населення села становило 2769 осіб. У 2017 році населення сільської ради становило 2697 осіб.
Згідно з переписом УРСР 1989 року чисельність наявного населення сільської ради становила 3071 особа, з яких 1436 чоловіків та 1635 жінок.
За переписом населення України 2001 року в сільській раді мешкало 2896 осіб.

### Мова
Розподіл населення за рідною мовою за даними перепису 2001 року:
| Мова       | Відсоток |
| ---------- | -------- |
| українська | 99,42 %  |
| російська  | 0,31 %   |
| вірменська | 0,17 %   |
| білоруська | 0,10 %   |

### Вікова і статева структура
Структура жителів села за віком і статтю (станом на 2011 рік):
| Вік   | Чоловіків | Жінок | Разом |
| ----- | --------- | ----- | ----- |
| 0-17  | 295       | 284   | 579   |
| 18-39 | 435       | 381   | 816   |
| 40-59 | 384       | 359   | 743   |
| 60+   | 302       | 329   | 631   |
| Разом | 1416      | 1353  | 2769  |

### Соціально-економічні показники
| Працездатне населення | Працездатне населення | Працездатне населення | Працездатне населення | Працездатне населення | Працездатне населення | Непрацездатне населення | Непрацездатне населення | Непрацездатне населення | Непрацездатне населення | Непрацездатне населення | Непрацездатне населення | Все населення |
| Чоловіки              | Чоловіки              | Жінки                 | Жінки                 | Разом                 | Разом                 | Чоловіки                | Чоловіки                | Жінки                   | Жінки                   | Разом                   | Разом                   | 2769          |
| ос.                   | %                     | ос.                   | %                     | ос.                   | %                     | ос.                     | %                       | ос.                     | %                       | ос.                     | %                       | 2769          |
| --------------------- | --------------------- | --------------------- | --------------------- | --------------------- | --------------------- | ----------------------- | ----------------------- | ----------------------- | ----------------------- | ----------------------- | ----------------------- | ------------- |
| 772                   | 28                    | 798                   | 29                    | 1570                  | 57                    | 309                     | 11                      | 325                     | 12                      | 634                     | 23                      | 2769          |

| Зайняті  | Зайняті  | Зайняті | Зайняті | Зайняті | Зайняті | Безробітні | Безробітні | Безробітні | Безробітні | Безробітні | Безробітні | Все населення |
| Чоловіки | Чоловіки | Жінки   | Жінки   | Разом   | Разом   | Чоловіки   | Чоловіки   | Жінки      | Жінки      | Разом      | Разом      | 2769          |
| ос.      | %        | ос.     | %       | ос.     | %       | ос.        | %          | ос.        | %          | ос.        | %          | 2769          |
| -------- | -------- | ------- | ------- | ------- | ------- | ---------- | ---------- | ---------- | ---------- | ---------- | ---------- | ------------- |
| 81       | 4        | 158     | 8       | 239     | 12      | 445        | 23         | 458        | 24         | 903        | 47         | 2769          |

| Дорослі | Діти | Пенсіонери | Інваліди Німецько-радянської війни | Учасники бойових дій | Інваліди всіх груп і категорій | Люди, які обслуговуються служб. соц. допом. на дому | Неповні сім'ї | Діти з неповних сімей | Багатодітні сім'ї | Діти з багатодітних сімей | Діти-інваліди | Діти-сироти | Одинокі багатодітні матері |
| ------- | ---- | ---------- | ---------------------------------- | -------------------- | ------------------------------ | --------------------------------------------------- | ------------- | --------------------- | ----------------- | ------------------------- | ------------- | ----------- | -------------------------- |
| 2158    | 593  | 960        | 2                                  | 11                   | 193                            | 28                                                  | 16            | 22                    | 46                | 146                       | 11            | 13          | 6                          |

## Вибори
Станом на 2011 рік кількість виборців становила 2132 особи.

## Склад ради
Рада складається з 14 депутатів та голови.[джерело?]
- Голова ради: Білотіл Олег Михайлович[джерело?]
- Секретар ради: Верес Людмила Улянівна[джерело?]

### Керівний склад попередніх скликань
| Прізвище, ім'я, по батькові | Основні відомості                                                                     | Дата обрання | Дата звільнення      |
| --------------------------- | ------------------------------------------------------------------------------------- | ------------ | -------------------- |
| Бугай Василь Федорович      | Сільський голова, 1959 року народження, безпартійний                                  | 26.03.2006   | 31.10.2010           |
| Буткевич Степан Васильович  | Сільський голова, 1957 року народження, освіта вища, член Української Народної Партії | 31.10.2010   | 25.11.2015[джерело?] |

Примітка: таблиця складена за даними сайту Верховної Ради України

## Господарська діяльність
Основним видом господарської діяльності населених пунктів сільської ради є сільськогосподарське виробництво.

### Офіційні дані та нормативно-правові акти
- Паспорт Дубровицького району (станом на 1 січня 2011 року) (doc). Дубровицька районна рада. Архів оригіналу за 10 лютого 2015. Процитовано 16 жовтня 2019.